# Cetanové číslo

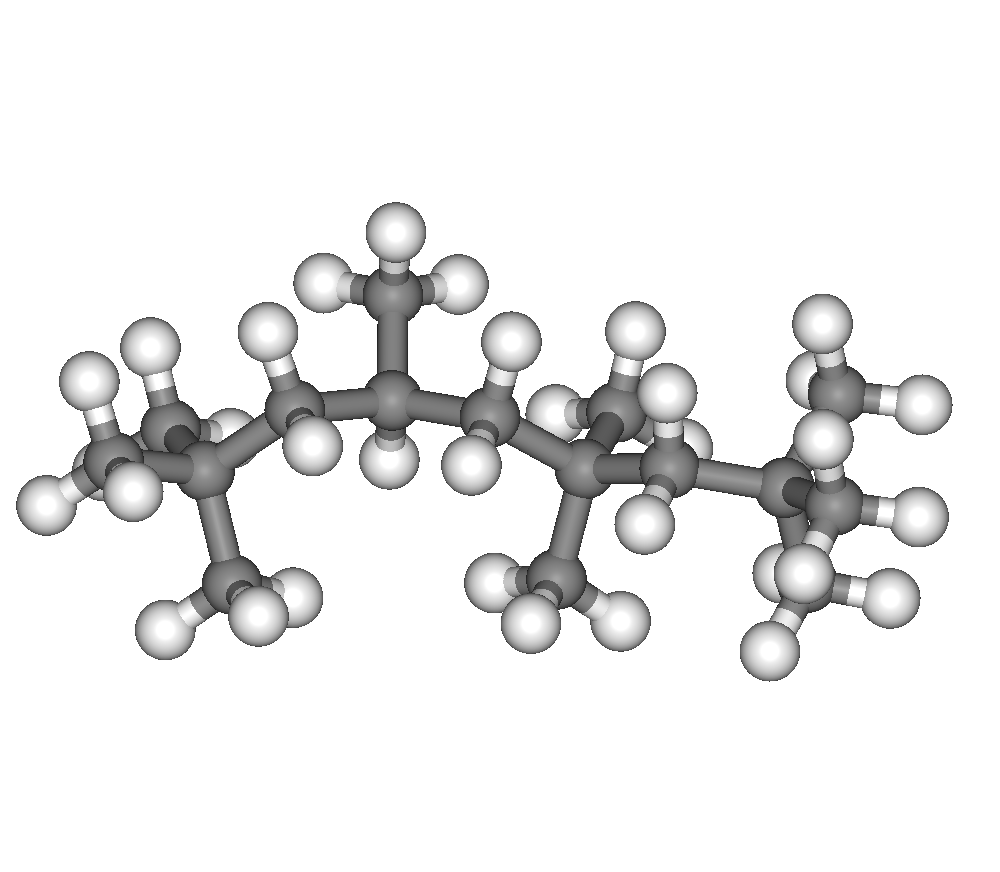
Chemická struktura isocetanu (2,2,4,4,6,8,8-heptamethylnonanu)

Cetanové číslo je veličina označovaná zkratkou CČ nebo CN, udávající kvalitu motorové nafty z hlediska její vznětové charakteristiky. Udává množství n-hexadekanu (cetan) v objemových procentech ve směsi s aromatickým uhlovodíkem 1-methylnaftalenem[zdroj?], která má stejnou vznětovou charakteristiku jako srovnávaný vzorek skutečné pohonné látky (nafty). Cetanové číslo 0 tedy odpovídá motorové naftě, která má stejné charakteristiky jako čistý metylnaftalen; cetanové číslo 100 odpovídá čistému cetanu (hexadekanu). Místo 1-metylnaftalenu se někdy používá alkan 2,2,4,4,6,8,8-heptamethylnonan (isocetan), který má CČ = 15. Cetanové číslo tedy představuje paralelu k oktanovému číslu u automobilových benzínů pro zážehové motory.
Čím vyšší cetanové číslo palivo pro vznětové motory má, tím je kvalitnější. Motor s přímým vstřikováním v takovém případě lépe startuje, má lepší výkon, tišší a hladší chod a také výfukové plyny obsahují méně nežádoucích zplodin hoření. Díky lepšímu výkonu klesá spotřeba pohonných látek. To vše vede ke snižování zátěže životního prostředí.
Výrobci vznětových motorů u svých modelů vždy předepisují minimální hodnoty cetanových čísel pohonných látek, které jsou pro ně potřebné. U nejmodernějších motorů se požadované hodnoty pohybují mezi 50 až 60. V budoucnosti se však budou tyto hodnoty postupně zvyšovat, zejména s ohledem na velikost emisí, přestože dalším zvyšováním CČ se již výkony motoru příliš nezvyšují. Někteří odborníci proto nedoporučují další pronikavé zvyšování CČ.
Motorová nafta neobsahuje příliš velké množství cetanu; ten je výlučně užíván pouze v porovnávacích směsích. Cetanové číslo lze podobně jako oktanové číslo u benzínu zvyšovat přídavkem speciálních přísad, např. alkylnitrátů nebo di-terc-butylperoxidu.

## Způsoby určování cetanového čísla
Způsoby stanovení cetanového čísla předepisují technické normy ČSN EN ISO 5165(1998) a ASTM D 613. Měření se uskutečňuje na speciálních měřicích vznětových motorech, u kterých se porovnává konkrétní vzorek paliva s referenčním vzorky a sleduje se, zda průběh vznětu je v obou případech při změnách kompresního poměru stejný.

## Legislativní normy
Protože hodnoty cetanového čísla pohonných látek mají významný vliv na znečišťování přírodního prostředí, jsou jeho minimální hodnoty předepisovány právními předpisy jak na úrovní Evropské unie, tak v národních legislativách členských zemí EU, včetně České republiky. V současné době (počátek roku 2006) platná legislativa povoluje na území států EU používání motorové nafty pro vznětové motory, která má minimální hodnotu cetanového čísla 51,0, přestože řada starších vozidel se vznětovými motory spolehlivě pracuje již s palivem od CČ = 40.
Toto vyplývá jednak ze Směrnice Evropského parlamentu a Rady č. 98/70/ES ze dne 13. října 1998 o jakosti benzinu a motorové nafty a Směrnice Komise č. 2000/71/ES ze dne 7. listopadu 2000 o přizpůsobení měřících metod stanovených předchozí směrnicí technickému pokroku. Uvedené směrnice byly začleněny do českého právního řádu vyhláškami Ministerstva průmyslu a obchodu ČR č. 227/2001 Sb. a 48/2003 Sb.